# Cidaria kolari
Cidaria kolari là một loài bướm đêm trong họ Geometridae.